# Melipotes
Melipotes é um género de ave da família Meliphagidae.
Este género contém as seguintes espécies:
- Melipotes ater
- Melipotes fumigatus
- Melipotes gymnops
- Melipotes carolae